# Discografia di Simone Cristicchi
La discografia di Simone Cristicchi, cantautore pop italiano attivo dal 1994, è costituita da cinque album in studio, una raccolta, una colonna sonora, oltre dieci singoli e altrettanti video musicali.

## Album

### Album in studio
| Anno                                                                  | Titolo | Classifiche |
| Anno                                                                  | Titolo | ITA         |
| --------------------------------------------------------------------- | --- | ----------- |
| 2005                                                                  | Fabbricante di canzoni - Pubblicato: 2005 - Etichetta: Sony BMG - Formati: CD, CD+DVD, download digitale                             | 45          |
| 2007                                                                  | Dall'altra parte del cancello - Pubblicato: 2007 - Etichetta: Sony BMG - Formati: CD, download digitale                              | 11          |
| 2010                                                                  | Grand Hotel Cristicchi - Pubblicato: 19 febbraio 2010 - Etichetta: Sony Music - Formati: CD, download digitale                       | 31          |
| 2013                                                                  | Album di famiglia - Pubblicato: 14 febbraio 2013 - Etichetta: Sony Music - Formati: CD, download digitale                            | 23          |
| 2024                                                                  | Dalle tenebre alla luce - Pubblicato: 14 giugno 2024 - Etichetta: Dueffel, ADA Italy - Formati: CD, LP, download digitale, streaming | —           |
| "—" indica una pubblicazione che non si è classificata in quel Paese. | |             |

### Raccolte
| Anno | Titolo | Classifiche |
| Anno | Titolo | ITA         |
| ---- | --- | ----------- |
| 2019 | Abbi cura di me - Pubblicato: 8 febbraio 2019 - Etichetta: Sony Music - Formati: CD, download digitale, streaming | 18          |

### Colonne sonore
| Anno | Titolo |
| ---- | --- |
| 2011 | Cose dell'altro mondo - Pubblicato: 3 settembre 2011 - Etichetta: Warner Chappell Music Italiana - Formati: download digitale |

## Singoli

### Come artista principale
| Anno                                                                  | Titolo                          | Classifiche | Album di provenienza                      |
| Anno                                                                  | Titolo                          | ITA         | Album di provenienza                      |
| --------------------------------------------------------------------- | ------------------------------- | ----------- | ----------------------------------------- |
| 2000                                                                  | Elettroshock                    | —           | /                                         |
| 2005                                                                  | Vorrei cantare come Biagio      | 18          | Fabbricante di canzoni                    |
| 2005                                                                  | Studentessa universitaria       | 27          | Fabbricante di canzoni                    |
| 2006                                                                  | Senza                           | 46          | Fabbricante di canzoni                    |
| 2006                                                                  | Che bella gente                 | 35          | Fabbricante di canzoni - Edizione Sanremo |
| 2006                                                                  | Ombrelloni                      | —           | Fabbricante di canzoni - Edizione Sanremo |
| 2007                                                                  | Ti regalerò una rosa            | 1           | Dall'altra parte del cancello             |
| 2007                                                                  | L'Italia di Piero               | 35          | Dall'altra parte del cancello             |
| 2007                                                                  | La risposta                     | —           | Dall'altra parte del cancello             |
| 2010                                                                  | Meno male                       | 9           | Grand Hotel Cristicchi                    |
| 2012                                                                  | Il cane                         | —           | Anestesia totale                          |
| 2013                                                                  | La prima volta (che sono morto) | 26          | Album di famiglia                         |
| 2013                                                                  | La cosa più bella del mondo     | —           | Album di famiglia                         |
| 2019                                                                  | Abbi cura di me                 | 13          | Abbi cura di me                           |
| 2025                                                                  | Quando sarai piccola            | 16          | Dalle tenebre alla luce                   |
| "—" indica una pubblicazione che non si è classificata in quel Paese. |                                 |             |                                           |

### Come artista ospite
| Anno | Titolo                                                                  | Album di provenienza   |
| ---- | ----------------------------------------------------------------------- | ---------------------- |
| 2021 | Baci e abbracci (Cisco feat. Simone Cristicchi)                         | Canzoni dalla soffitta |
| 2022 | Centro di gravità permanente (Quartiere Coffee feat. Simone Cristicchi) | /                      |

## Videografia

### Video musicali
| Anno | Titolo                          | Regista/i         |
| ---- | ------------------------------- | ----------------- |
| 2005 | Vorrei cantare come Biagio      | Gaetano Morbioli  |
| 2005 | Studentessa universitaria       | Gaetano Morbioli  |
| 2006 | Che bella gente                 | Gaetano Morbioli  |
| 2006 | Ombrelloni                      | Alberto Puliafito |
| 2007 | Ti regalerò una rosa            | Alberto Puliafito |
| 2007 | L'Italia di Piero               | Gaetano Morbioli  |
| 2007 | La risposta                     | Cosimo Alemà      |
| 2010 | Meno male                       | Giorgio Testi     |
| 2013 | Mi manchi                       | Mauro Mancini     |
| 2013 | La prima volta (che sono morto) | Mauro Mancini     |
| 2019 | Abbi cura di me                 | Giorgio Testi     |
| 2025 | Quando sarai piccola            | Simone Ciocca     |

#### Partecipazioni in video di altri artisti
| Anno | Titolo                   | Artista                               | Regista/i                         |
| ---- | ------------------------ | ------------------------------------- | --------------------------------- |
| 2016 | Fa bene fa male          | Luigi Mariano feat. Simone Cristicchi | Gianni Donvito                    |
| 2020 | Ma il cielo è sempre blu | Italian Allstars 4 Life               | Mauro Russo                       |
| 2021 | Baci e abbracci          | Cisco feat. Simone Cristicchi         | Francesca Magnani, Luca Carnevali |